# NGC 197
NGC 197 sau HCG 7D este o galaxie spirală barată, posibil galaxie lenticulară, situată în constelația Balena, membră a grupului NGC 192 (care cuprinde galaxiile NGC 173, NGC 1967, NGC 197, NGC 201, NGC 237) și a grupului HCG 7 (care cuprinde galaxiile NGC 196, NGC 197, NGC 201). A fost descoperită în 16 octombrie 1863 de către Albert Marth.